# 周天娜

周天娜，摄于1992年

周天娜（英語：Tina Chow，1950年4月18日—1992年1月24日），原名Bettina Louise Lutz。1980年代国际顶级名模和时尚明星。香港作家亦舒以她为原型创作了小说《圆舞》。

## 生平
生于美国俄亥俄州。父亲Walter E. Lutz是德裔美国人，母亲Mona Lutz是日本人。演员Adelle Lutz是她的姐姐。
1972年与周信芳之子、著名餐馆连锁店老板周英华结婚。两人育有两个孩子，女儿周佳納，1974年生于伦敦）也是一位模特和演员，儿子Maxmillian生于1977年。
周英华夫妇位居纽约最具影响力名流之列。但两人于1989年离婚。此后，周天娜的男友包括理查·基尔等名人，并因结交一位双性恋男友，染上艾滋病。她是第一个公开承认染病的异性恋女性。很快因病于加州家中去世，年仅41岁。